# آلبیوما
آلبیوما (انگلیسی: Albioma) شرکت برق فرانسوی است، که‌ در سال ۱۹۸۲ تأسیس شد.